# Rogersonanthus arboreus
Rogersonanthus arboreus là một loài thực vật có hoa trong họ Long đởm. Loài này được (Britton) Maguire & B.M.Boom miêu tả khoa học đầu tiên năm 1989.